# Solo noi (chanson d'Achille Lauro)
Solo noi est un single de l'auteur-compositeur-interprète et rappeur italien Achille Lauro, sorti le 19 février 2021 comme premier titre du sixième album studio Lauro.
Le titre a été certifié disque d'or en Italie.

## Classements
| Classement (2021)           | Meilleur classement |
| --------------------------- | ------------------- |
| Italie iTunes Pop           | 1                   |
| Italie FIMI                 | 36                  |
| Slovenia iTunes Pop         | 4                   |
| Nouvelle-Zélande iTunes Pop | 23                  |
| Suisse iTunes Pop           | 30                  |
| Espagne iTunes Pop          | 40                  |